# Championnat du Danemark féminin de football 2021-2022
Navigation
Édition précédente Édition suivante
L'Elitedivisionen 2021-2022 est la cinquantième saison du championnat du Danemark féminin de football. Le HB Køge, vainqueur de la saison précédente, remet son titre en jeu. L'AGF Aarhus et l'Aalborg BK (en) se maintiennent en terminant en tête de la poule de qualification 2020-2021.

## Participantes
| \| Aalborg BK AGF Aarhus Brøndby IF FC Nordsjælland Fortuna Hjørring KoldingQ HB Køge FC Thy-Thisted Q \| Localisation des clubs engagés dans le championnat. |
| Aalborg BK AGF Aarhus Brøndby IF FC Nordsjælland Fortuna Hjørring KoldingQ HB Køge FC Thy-Thisted Q                                                           |

Ce tableau présente les huit équipes qualifiées pour disputer le championnat 2020-2021. 
| Club             | Ville    | Résultat en 2020-2021 |
| ---------------- | -------- | --------------------- |
| AaB (en)         | Aalborg  | 8e                    |
| AGF Aarhus       | Aarhus   | 7e                    |
| Brøndby IF       | Brøndby  | 2e                    |
| Fortuna Hjørring | Hjørring | 3e                    |
| KoldingQ         | Kolding  | 4e                    |
| HB Køge          | Køge     | 1er                   |
| FC Nordsjælland  | Farum    | 5e                    |
| FC Thy-Thisted Q | Thisted  | 6e                    |

## Compétition

### Déroulement
La compétition se dispute en deux temps.
1. La première partie du championnat est une poule avec les huit participantes. Au terme des quatorze matchs les deux équipes placées aux deux dernières places jouent dans une poule avec quatre équipes de deuxième division pour tenter de se maintenir.
2. La deuxième partie du championnat regroupe les six premières équipes de la première phase. Elles disputent chacune dix matchs supplémentaires. Les deux dernières équipes de la première phase, elles, rejoignent les quatre meilleures équipes de deuxième division dans une poule de qualification.

### Classement

#### Première partie de saison
| Rang | Équipe           | Pts | J  | G  | N | P  | Bp | Bc | Diff |
| ---- | ---------------- | --- | -- | -- | - | -- | -- | -- | ---- |
| 1    | HB Køge T        | 38  | 14 | 12 | 2 | 0  | 29 | 6  | +23  |
| 2    | Fortuna Hjørring | 33  | 14 | 10 | 3 | 1  | 37 | 14 | +23  |
| 3    | Brøndby IF       | 25  | 14 | 8  | 1 | 5  | 29 | 23 | +6   |
| 4    | FC Thy-Thisted Q | 20  | 14 | 6  | 2 | 6  | 26 | 25 | +1   |
| 5    | KoldingQ         | 17  | 14 | 5  | 2 | 7  | 15 | 21 | -6   |
| 6    | FC Nordsjælland  | 16  | 11 | 4  | 4 | 6  | 11 | 14 | -3   |
| 7    | AGF Aarhus       | 8   | 14 | 2  | 2 | 10 | 14 | 31 | -17  |
| 8    | AaB (en)         | 2   | 14 | 0  | 2 | 12 | 7  | 34 | -27  |

| Résultats (▼dom., ►ext.)                                   | AAB | AAR | BRØ | HJØ | KOL | KØG | NOR | THY |
| AaB (en)                                                   |     | 0-1 | 1-2 | 0-5 | 0-2 | 0-3 | 0-1 | 1-1 |
| AGF Aarhus                                                 | 2-2 |     | 1-4 | 2-5 | 2-1 | 0-2 | 0-1 | 2-3 |
| Brøndby IF                                                 | 5-2 | 2-2 |     | 0-3 | 5-1 | 0-1 | 2-1 | 5-2 |
| Fortuna Hjørring                                           | 3-0 | 3-0 | 4-1 |     | 0-0 | 2-2 | 2-0 | 2-1 |
| KoldingQ                                                   | 2-1 | 2-1 | 0-1 | 0-2 |     | 0-1 | 1-0 | 0-1 |
| HB Køge                                                    | 1-0 | 2-0 | 2-0 | 4-0 | 4-2 |     | 1-0 | 3-1 |
| FC Nordsjælland                                            | 1-0 | 3-1 | 0-1 | 2-2 | 1-1 | 0-0 |     | 1-3 |
| FC Thy-Thisted Q                                           | 5-0 | 1-0 | 3-1 | 2-4 | 2-3 | 1-3 | 0-0 |     |
| - Victoire à domicile - Match nul - Victoire à l'extérieur |     |     |     |     |     |     |     |     |

#### Deuxième partie de saison
| Rang | Équipe             | Pts | J  | G | N | P | Bp | Bc | Diff |
| ---- | ------------------ | --- | -- | - | - | - | -- | -- | ---- |
| 1    | HB Køge T          | 64  | 10 | 8 | 2 | 0 | 58 | 15 | +43  |
| 2    | Fortuna Hjørring C | 52  | 10 | 6 | 1 | 3 | 57 | 27 | +30  |
| 3    | Brøndby IF         | 31  | 10 | 1 | 3 | 6 | 40 | 43 | -3   |
| 4    | FC Nordsjælland    | 29  | 10 | 3 | 4 | 3 | 25 | 24 | +1   |
| 5    | FC Thy-Thisted Q   | 28  | 10 | 2 | 2 | 6 | 38 | 52 | -14  |
| 6    | KoldingQ           | 27  | 10 | 2 | 4 | 4 | 24 | 37 | -13  |

| Résultats (▼dom., ►ext.)                                   | BRØ | HJØ | KOL | KØG | NOR | THY |
| Brøndby IF                                                 |     | 0-2 | 0-0 | -   | -   | 1-2 |
| Fortuna Hjørring                                           | 4-1 |     | -   | 1-6 | 2-0 | -   |
| KoldingQ                                                   | -   | 1-1 |     | -   | 2-2 | 1-1 |
| HB Køge                                                    | 3-2 | -   | 3-1 |     | 1-1 | -   |
| FC Nordsjælland                                            | 1-1 | -   | -   | 0-2 |     | 2-0 |
| FC Thy-Thisted Q                                           | -   | 0-4 | 1-3 | 2-2 | -   |     |
| - Victoire à domicile - Match nul - Victoire à l'extérieur |     |     |     |     |     |     |

#### Poule de promotion/relégation
| Rang | Équipe         | Pts | J  | G | N | P | Bp | Bc | Diff |
| ---- | -------------- | --- | -- | - | - | - | -- | -- | ---- |
| 1    | AGF Aarhus     | 24  | 10 | 7 | 3 | 0 | 24 | 5  | +19  |
| 2    | Sundby BK (da) | 22  | 10 | 7 | 1 | 2 | 27 | 13 | +14  |
| 3    | B 93 (da)      | 21  | 10 | 6 | 3 | 1 | 16 | 7  | +9   |
| 4    | AaB (en)       | 10  | 10 | 3 | 1 | 6 | 14 | 19 | -5   |
| 5    | Varde IF (en)  | 6   | 10 | 2 | 0 | 8 | 4  | 26 | -22  |
| 6    | Odense Q       | 2   | 10 | 0 | 2 | 8 | 4  | 19 | -15  |

## Statistiques

### Meilleures  buteuses
Source.
| Rg | Joueuse            | Club             | Buts |
| -- | ------------------ | ---------------- | ---- |
| 1. | Emma Snerle (en)   | Fortuna Hjørring | 13   |
| 2. | Nanna Christiansen | Brøndby IF       | 11   |
| 2. | Rikke Dybdahl (en) | FC Thy-Thisted Q | 11   |
| 4. | Olivia Holdt (en)  | Fortuna Hjørring | 8    |
| 5. | Maddie Pokorny     | HB Køge          | 7    |

| Rg | Joueuse            | Club             | Buts |
| -- | ------------------ | ---------------- | ---- |
| 1. | Cecilie Fløe       | HB Køge          | 8    |
| 2. | Kyra Carusa        | HB Køge          | 5    |
| 2. | Rikke Dybdahl (en) | FC Thy-Thisted Q | 5    |
| 4. | Cornelia Kramer    | HB Køge          | 4    |
| 4. | Malou Rylov        | Brøndby IF       | 4    |

## Bilan de la saison
| Championnat du Danemark féminin de football 2021-2022   |                    |
| Champion                                                | HB Køge (2e titre) |
| Qualifications continentales                            |                    |
| Ligue des champions féminine de l'UEFA 2022-2023        | HB Køge            |
| Ligue des champions féminine de l'UEFA 2022-2023        | Fortuna Hjørring   |
| Promotions et relégations                               |                    |
| Promus en Championnat du Danemark féminin de football   | Sundby BK (da)     |
| Relégués en Championnat du Danemark féminin de football | AaB (en)           |

## Distinctions personnelles

### Joueuses du mois
| Mois           | Joueuse              | Club             |
| -------------- | -------------------- | ---------------- |
| Août 2021      | Emma Snerle (en)     | Fortuna Hjørring |
| Septembre 2021 | Kathrine Møller Kühl | FC Nordsjælland  |
| Octobre 2021   | Cecilie Fløe (da)    | HB Køge          |

### Êquipe-type de l'année
| Gardienne   |
| Défenseures |
| Milieues    |
| Attaquantes |